# Janusz Gortat
Janusz Kazimierz Gortat, född 5 november 1948 i Brzozów i Łódź vojvodskap, död 19 december 2023, var en polsk boxare som tog OS-brons i lätt tungviktsboxning 1972 i München och därefter OS-brons i lätt tungviktsboxning 1976 i Montréal.